# Minin (panserkrydser)
Den russiske panserkrydser Minin blev påbegyndt midt i 1860'erne som søsterskib til panserskibet Kniaz Pozharski. Udviklingen af panserskibe gik hurtigt på den tid, og undervejs blev det besluttet at udstyre skibet med kanontårne med det engelske panserskib Captain som forbillede. Da Captain sank i 1870 på grund af sin ustabile konstruktion, ombestemte den russiske marine sig igen, og skønt Minin allerede var søsat, blev konstruktionen ændret og skibet blev færdigbygget som panserkrydser. Derfor gik der 12 år fra køllægningen til skibet blev afleveret. Panserkrydseren var navngivet efter Kuzma Minin, en købmand fra Niznij-Novgorod, der blev en central person i befrielsen af Rusland under den såkaldte "forvirringstid" i begyndelsen af 1600-tallet.

## Tjeneste
Minin blev omarmeret et par gange i sin levetid og fik også nyt maskineri. I 1909 blev den ombygget til minelægger og fik navnet Ladoga. Sank i Østersøen efter at være stødt på en mine lagt af den tyske ubåd UC4.